# Conferencia de Mogilev

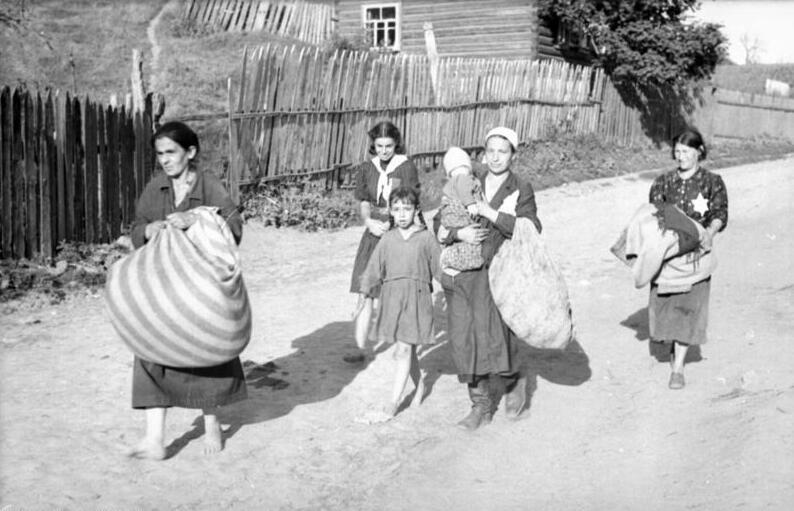
Fotografía de propaganda de la Wehrmacht de mujeres judías en Mogilev en julio de 1941. Seis mil judíos de Mogilev fueron asesinados por fuerzas de las SS y unidades del Regimiento de Policía Centro en octubre de 1941.

La Conferencia de Mogilev fue un evento de entrenamiento de la Wehrmacht alemana de septiembre de 1941 destinado a mejorar la seguridad en la retaguardia del Grupo de Ejércitos Centro durante la Operación Barbarroja, la invasión alemana de la Unión Soviética. El evento fue organizado por el general Max von Schenckendorff, comandante del Área de Retaguardia del Grupo de Ejércitos Centro, en cooperación con los oficiales de los servicios de seguridad e inteligencia de la Alemania nazi —las SS y Sicherheitsdienst (Servicio de Seguridad; SD)— que operaban en la misma área. Aparentemente se trataba de una conferencia de entrenamiento «antipartisano», sin embargo el evento marcó una escalada de violencia contra los judíos y otros civiles soviéticos en las áreas bajo el mando de Schenckendorff.

## Antecedentes
En junio de 1941, las Potencias del Eje lanzaron la Operación Barbarroja, la invasión de la Unión Soviética y el 26 de julio de 1941, la zona de Mogilev (Bielorrusia), había sido ocupada por la Wehrmacht. La Zona de Retaguardia del Grupo de Ejércitos Centro, al mando del general Max von Schenckendorff, estableció allí su cuartel general el 7 de septiembre, pero miembros del Einsatzgruppe B habían entrado en la ciudad en agosto y ya habían comenzado a asesinar judíos y otros civiles. Más tarde se estableció un gueto en septiembre; en octubre de 1941, la mayoría de los reclusos ya habían sido asesinados como parte de dos operaciones.
La agresiva doctrina de seguridad de la Wehrmacht, y el uso de la «amenaza a la seguridad» para disfrazar políticas genocidas, resultó en una estrecha cooperación entre el ejército y el aparato de seguridad detrás de las líneas del frente. El Einsatzgruppe B fue la unidad asesina clave que operó en el territorio de la Zona de Retaguardia del Centro del Grupo de Ejércitos, matando a miles de judíos, comunistas y prisioneros de guerra soviéticos entregados por el ejército para su ejecución, así como otros «indeseables», como los romaníes (gitanos), «asiáticos» y discapacitados mentales. En julio, el comandante del Einsatzgruppe B, Arthur Nebe, informó que una «solución al problema judío» era «poco práctica» en su región de operaciones debido a «la abrumadora cantidad de judíos», es decir, había demasiados judíos para ser asesinados por los pocos hombres de los que disponía. En agosto de 1941, Nebe se dio cuenta de que los recursos de su Einsatzgruppe eran insuficientes para cumplir con el mandato ampliado de las operaciones de exterminio, debido a la inclusión de mujeres y niños judíos desde ese mes.

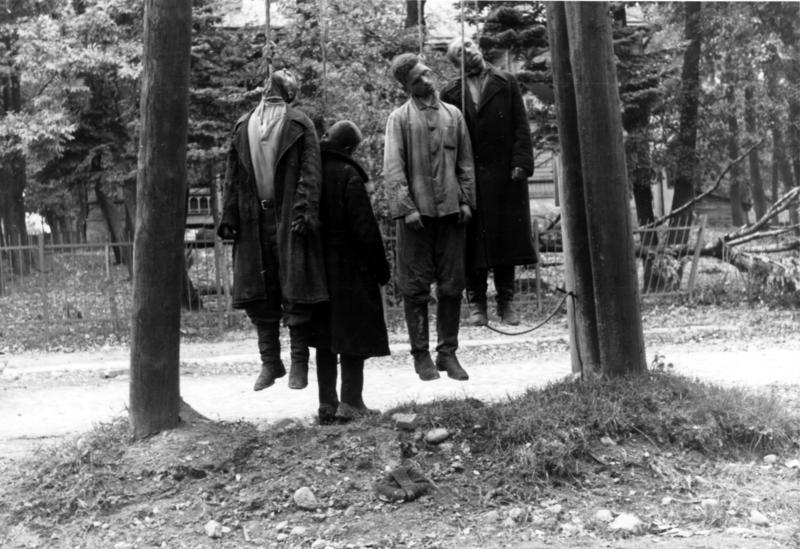
Civiles soviéticos ahorcados por las tropas de seguridad alemanas en la Unión Soviética en agosto o septiembre de 1941

La Brigada de Caballería SS, compuesta por los 1.er y 2.do Regimientos de Caballería de las SS, también participó en actividades de asesinatos en masa contra los judíos en Bielorrusia. En julio y agosto de 1941, la unidad llevó a cabo la operación punitiva de los pantanos de Prípiat que resultó en el asesinato de más de 11 000 civiles judíos. Desde entonces, la operación se ha considerado un punto de inflexión en la transición del «asesinato masivo selectivo» al exterminio total de la población judía en las áreas ocupadas. En ese momento, las unidades del Regimiento de Policía Centro también habían llevado a cabo asesinatos en masa de judíos.
En ese ambiente, Schenckendorff, en cooperación con Erich von dem Bach-Zelewski, el Jefe de Policía y SS del Grupo de Ejércitos Centro, organizó una conferencia de tres días para las tropas de seguridad alemanas. Celebrada en Mogilev, la reunión tuvo como objetivo crear un «intercambio de experiencias» para los comandantes de las unidades de retaguardia de la Wehrmacht. El Coronel de Policía Max Montua, comandante del Regimiento de Policía Centro, estuvo a cargo de la planificación y logística.

## La conferencia
La conferencia comenzó el 24 de septiembre y se centró en «combatir a los partisanos» (Bekämpfung von Partisanen, más tarde Bandenbekämpfung) y reflejó los puntos de vista de Schenckendorff sobre la necesidad de la erradicación total de la resistencia a las fuerzas alemanas como la única forma de asegurar los territorios ocupados. Las actas de la conferencia, si se tomaron, no han sobrevivido. Lo que se sabe de la conferencia se basa en la agenda, la lista de asistentes, los informes posteriores a la acción y el resumen distribuido por Schenckendorff después del evento.

### Asistentes y ponentes

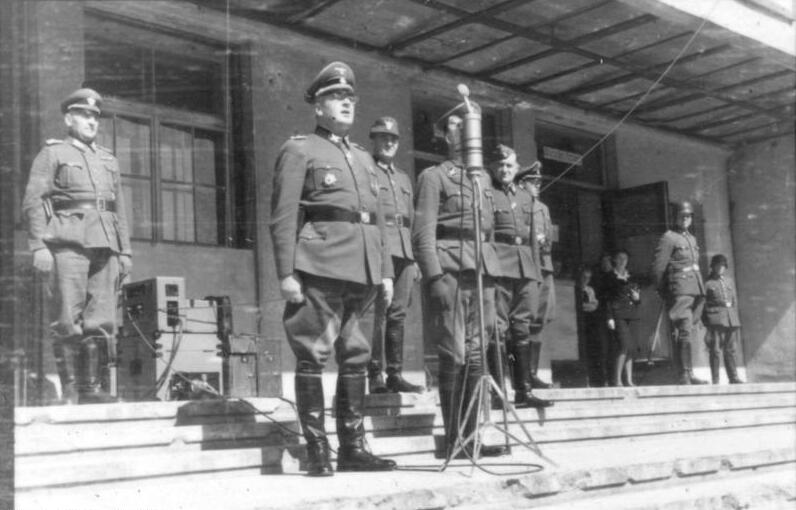
Erich von dem Bach-Zelewski, el jefe de Policía y SS del Grupo de Ejércitos Centro durante un desfile militar en Minsk

Los oficiales invitados fueron seleccionados sobre la base de su participación previa en operaciones de seguridad e incluyeron representantes del Alto Mando del Ejército (Oberkommando des Heeres o OKH) y del Grupo de Ejércitos Centro. La audiencia también incluyó comandantes de batallón y oficiales de alto nivel tanto de la SS-Police como de la Wehrmacht, incluidas sus divisiones de seguridad tales como, la 221.ª, la 286.ª y la 403.ª. En total, participaron sesenta y un oficiales, con el 82 % de los asistentes provenientes de unidades de la Wehrmacht. De los asistentes, el 38 % eran comandantes de batallón y de compañía.
Muchos ya habían participado en asesinatos masivos. Por ejemplo, los asistentes incluyeron al comandante del 3.er Batallón del 354.º Regimiento de Infantería, 286.º División de Seguridad. Una semana antes de la conferencia, el batallón ayudó al Einsatzkommando 8 y participó directamente en el asesinato de 1000 judíos en la ciudad de Krupki.
Los oradores incluyeron: Arthur Nebe, comandante del Einsatzgruppe B; Erich von dem Bach-Zelewski, como representante de Heinrich Himmler; Max Montua, comandante del Centro del Regimiento de Policía Centro; Hermann Fegelein, comandante de la Brigada de Caballería SS; y Gustav Lombard, comandante del 1.er Regimiento de Caballería de las SS. El comandante del 2.do Regimiento de Caballería de las SS, Franz Magill, no fue invitado, quizás porque no se le consideraba lo suficientemente extremista en la «cuestión judía», ya que solo masacró a hombres judíos y no a mujeres o niños.

### Conferencias y sesiones de mesa de arena

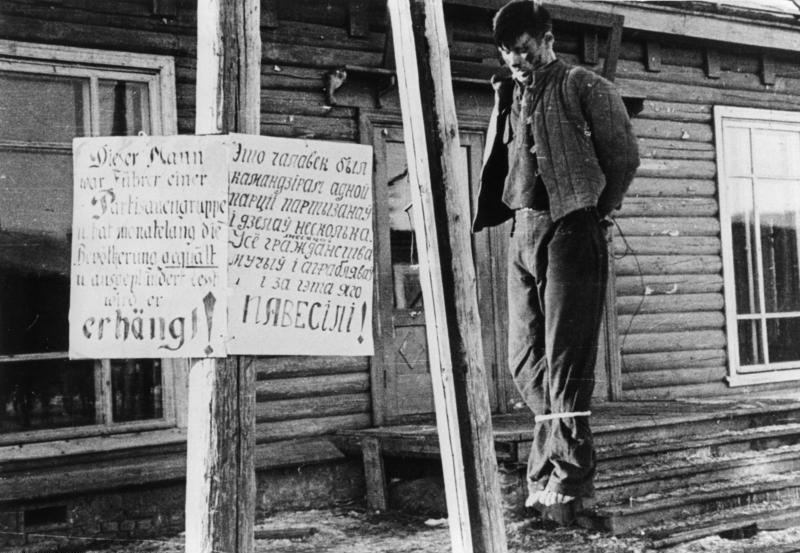
Un supuesto partisano ejecutado sumariamente por los alemanes en Minsk, Bielorrusia en 1942. El cartel, en alemán y bielorruso, dice: «¡Este hombre era el líder de un grupo guerrillero, torturó a la población durante meses y saqueó, por lo que ha sido ahorcado!»

Las presentaciones cubrieron la evaluación de las organizaciones y tácticas soviéticas consideradas por los alemanes como «bandidos», por qué era necesario matar a los comisarios políticos inmediatamente después de su captura y obtener inteligencia de los colaboradores locales. La sesión de Bach-Zelewski se tituló «La captura de comisarios y partisanos en "acciones de limpieza"», en referencia a las actividades de la Brigada de Caballería SS en la operación punitiva en los «Pantanos de Pripiat». La charla de Nebe se centró en el papel de la SD en la lucha contra los «partisanos» y los «saqueadores». También cubrió la «cuestión judía», con especial consideración al movimiento antipartisano. Los oficiales de grado de compañía dieron clases cortas o dirigieron ejercicios de mesa de arena en una amplia variedad de situaciones tácticas que podrían encontrarse en el campo, tales como asegurar una aldea.

### Ejercicios de campo
La conferencia incluyó tres ejercicios de campo. El primer día, los participantes observaron un operativo del Regimiento de Policía Centro que implicó el cerco de una aldea y la distribución de folletos. El segundo día, los participantes viajaron al pueblo de Knyazhitsy (en alemán, Knjaschitschi) en las cercanías de Mogilev. Allí, hombres del 322.º Batallón de Policía del Regimiento de Policía Centro realizaron una demostración de cómo cercar y proteger una aldea. Según el informe posterior a la acción, no se pudieron encontrar «extraños sospechosos» (Ortsfremde) o «partisanos». El cribado de la población reveló cincuenta y un civiles judíos, treinta y dos de los cuales fueron asesinados por la policía y las tropas del SD.
En la madrugada del último día de la conferencia, los participantes observaron otro operativo realizado por efectivos policiales. El objetivo era «experimentar prácticamente» el peinado del pueblo en busca de sospechosos que fueron identificados como «partisanos, comisarios y comunistas». Después de la redada, los participantes observaron los interrogatorios y luego se reincorporaron a sus respectivas unidades.

## Resumen de la conferencia y consecuencias
Se distribuyó un resumen ejecutivo de dieciséis páginas de la conferencia, con la firma de Schenckendorff, a las tropas de la Wehrmacht y las unidades de policía en la retaguardia. El documento se entró en tácticas de guerra de seguridad, al mismo tiempo que prescribía medidas duras, como «las calles deben mantenerse libres de "vagabundos"», quienes deben ser entregados a la Policía Secreta de Campo o enviados a campos de filtración para una mayor detección. (Muchos enviados a estos campos fueron asesinados por las tropas de las SS y SD). El resumen advertía que el enemigo estaba empleando a mujeres, niños y ancianos como agentes.
El sumario consideraba que «el enemigo debe ser completamente aniquilado», al tiempo que especificaba que la distinción entre «partisano» y «sospechoso» no siempre era posible, dando así carta blanca a las tropas para el abordaje más brutal posible. El documento fue enviado a todas las unidades a nivel de compañía en el área de operaciones del grupo de ejércitos, incluidas las unidades que no enviaron representantes a la conferencia. La conferencia marcó un aumento dramático en las atrocidades cometidas por las unidades de la Wehrmacht contra los judíos y otros ciudadanos soviéticos en los últimos tres meses de 1941.
El sumario tuvo un impacto más allá del territorio bajo el control directo de la Zona de Retaguardia del Grupo de Ejércitos Centro. El comandante del ejército alemán, el mariscal de campo Walther von Brauchitsch, emitió «Directrices para la lucha contra los partisanos» en octubre de 1941, un mes después de la conferencia. Subrayando la importancia del evento, se reprodujo textualmente el texto final del resumen de Schenckendorff.

La constante decisión entre la vida y la muerte de los partisanos y sospechosos es difícil incluso para el soldado más duro. Debe hacerse. Actúa correctamente quien lucha despiadadamente y sin piedad con total desprecio por cualquier oleada personal de emoción.

## Evaluación
En opinión del historiador Waitman Wade Beorn, la Conferencia de Mogilev fue un evento clave que, en la Zona de Retaguardia del Grupo de Ejércitos Centro, ayudó a incorporar a la Wehrmacht al genocidio nazi como parte de la «la guerra antipartisana y la construcción judío-bolchevique-partisano». Desde la conferencia, las unidades de retaguardia de la Wehrmacht recibieron instrucciones de cooperar plenamente con los destacamentos del SD más allá de simplemente brindar apoyo logístico. Las unidades de la Wehrmacht también asumieron la responsabilidad directa del asesinato de judíos en el territorio bajo el mando de Schenckendorff. Los civiles judíos se agregaron a una lista aprobada de enemigos que las unidades de retaguardia del ejército debían destruir por iniciativa propia y sin la participación de la Policía SS o SD.
Aunque el resumen de la conferencia no mencionó a los judíos, los ejercicios de campo demostraron que la Wehrmacht tenía como objetivo a los judíos en sus acciones antipartisanas. Beorn concluye que las instrucciones verbales en este sentido fueron, muy probablemente, comunicadas durante las sesiones, dada la alineación de los oradores, que incluía asesinos en masa experimentados como Bach-Zalewski, Nebe, Lombard y Fegelein. La política antijudía había cambiado radicalmente el mes anterior, con la incorporación de mujeres y niños a la lista de objetivos. Esto puso a prueba los recursos limitados de las organizaciones SD y SS. Además, las fuerzas alemanas tuvieron que dejar espacio para los judíos recién deportados de otros lugares de la Europa ocupada, lo que se logró matando a los judíos soviéticos que ya estaban concentrados en guetos. El tamaño de los territorios bajo control alemán también aumentó, lo que limitó aún más las actividades de estas unidades a los principales centros de población.
La conferencia condujo a una mayor fusión de la guerra antipartisana más legítima contra los combatientes irregulares con el genocidio al identificar a los civiles como combatientes enemigos. El lenguaje eufemístico ayudó a expresar las acciones; Los informes de la Wehrmacht se referían con frecuencia a los objetivos como «extraños en la aldea», «vagabundos», «civiles sospechosos», «ayudante partisano», «civil sin identificación» y «mujeres soldados». Los ejercicios durante la conferencia pusieron las operaciones punitivas en un contexto militar, desglosando las acciones en algo con lo que los soldados pudieran relacionarse, como rodear una aldea, proteger y escoltar a los sospechosos, interrogatorios, etc.
Al explicar la disposición de la Wehrmacht a participar en el genocidio, Beorn opina que la larga historia de trato duro de la Wehrmacht hacia los civiles, la paranoia sobre una amenaza partisana aún inexistente, el racismo institucional e individual y sus propias acciones criminales contra los comisarios del Ejército Rojo, todo ello predispuso al ejército a aceptar el asesinato en masa. Esto se hizo bajo el pretexto de una guerra antipartisana en la que los judíos eran considerados como bolcheviques y, por lo tanto, partidarios de los partisanos. En consecuencia, la división entre el Holocausto y la guerra antipartisana que aún prevalece en la historiografía es falsa. Beorn concluye que «la conferencia de Mogilev muestra que estos dos nunca estuvieron separados, sino conectados intencionalmente en un esfuerzo por incluir el poder de combate de la Wehrmacht de manera más eficiente en los proyectos genocidas de Hitler en el este».